# BGL Luxembourg Open 2009
BGL Luxembourg Open 2009 — жіночий тенісний турнір, що проходив на закритих кортах із твердим покриттям. Це був 14-й за ліком BGL Luxembourg Open. Належав до турнірів WTA International в рамках Туру WTA 2009. Відбувся в Люксембургу (Люксембург) і тривав з 17 до 25 жовтня 2009 року.

## Учасниці

### Сіяні пари
| Країна     | Гравчиня                | Рейтинг1 | Сіяна |
| ---------- | ----------------------- | -------- | ----- |
| Данія      | Каролін Возняцкі        | 5        | 1     |
| Бельгія    | Кім Клейстерс           | 18       | 2     |
| Іспанія    | Анабель Медіна Гаррігес | 21       | 3     |
| Словаччина | Даніела Гантухова       | 23       | 4     |
| Бельгія    | Яніна Вікмаєр           | 24       | 5     |
| Німеччина  | Сабіне Лісіцкі          | 28       | 6     |
| Україна    | Катерина Бондаренко     | 29       | 7     |
| Іспанія    | Карла Суарес Наварро    | 34       | 8     |

- Посів ґрунтується на рейтингові станом на 12 жовтня 2009 року

### Інші учасниці
Нижче наведено учасниць, які отримали вайлдкард на участь в основній сітці:
- Кім Клейстерс
- Полона Герцог
- Менді Мінелла

Нижче наведено гравчинь, які пробились в основну сітку через стадію кваліфікації:
- Марія Елена Камерін
- Каталіна Кастаньйо
- Кірстен Фліпкенс
- Барбора Стрицова

Такі тенісистки потрапили в основну сітку як щасливий лузер:
- Анна Кремер
- Араван Резаї

## Переможниці та фіналістки

### Одиночний розряд
Тімеа Бачинскі —  Сабіне Лісіцкі, 6-2, 7-5
- Для Бачинскі це був 1-й титул за рік і за кар'єру.

### Парний розряд
Івета Бенешова /  Барбора Стрицова —  Владіміра Угліржова /  Рената Ворачова, 1-6, 6-0, [10-7]